# Jeff Hiller
Jeffrey Raymond Hiller (San Antonio, 7 de dezembro de 1975) é um ator americano. Ele é mais conhecido por interpretar Phil Miller em Nightcap, Joel em Somebody Somewhere e Sr. Whitely em American Horror Story: NYC.

## Filmografia

### Cinema
| Ano  | Título                    | Papel                          | Notas          |
| ---- | ------------------------- | ------------------------------ | -------------- |
| 2008 | Ghost Town                | Cara pelado                    |                |
| 2008 | Dream Assassin            | Garçom                         | Curta-metragem |
| 2009 | Adam                      | Rom                            |                |
| 2010 | Morning Glory             | Sam                            |                |
| 2011 | Bad Seed                  | Jeff                           | Curta-metragem |
| 2012 | Gayby                     | Cliente fã de Showgirls        |                |
| 2013 | The Little Tin Man        | Gregg                          |                |
| 2013 | Chasing Taste             | Chefe Micah                    |                |
| 2013 | That Thing with the Cat   | Rick                           |                |
| 2013 | Gods Behaving Badly       | Primeiro seguidor              |                |
| 2015 | The Last Ones             | Brad                           | Curta-metragem |
| 2015 | The Poets                 | Leonard                        | Curta-metragem |
| 2018 | Set It Up                 | Garçom de restaurante mexicano |                |
| 2018 | Greta                     | Maitre D' Henri                |                |
| 2020 | First One In              | Vendedor esgotado              |                |
| 2024 | Lost & Found in Cleveland | Graham Hargreaves              |                |

### Televisão
| Ano       | Título                            | Papel                        | Notas                                                                                |
| --------- | --------------------------------- | ---------------------------- | ------------------------------------------------------------------------------------ |
| 2005      | Starved                           | Homem gay                    | Episódio: "3D"                                                                       |
| 2008-2011 | 30 Rock                           | Atendente de hotel / Stewart | 2 episódios                                                                          |
| 2008–2009 | Guiding Light                     | Francois                     | 2 episódios                                                                          |
| 2010      | Ugly Betty                        | Wilheldiva Fan               | Episódio: "Chica and the Man"                                                        |
| 2010      | Wiener & Wiener                   | Homem                        | Episódio: "Always a Bridesmaid"                                                      |
| 2010      | Submissions Only                  | Gay 4                        | Episódio: "Old Lace"                                                                 |
| 2010      | Old Friends                       | Garçom                       | Episódio: "Waverly Place"                                                            |
| 2011      | Law & Order: Criminal Intent      | Stan                         | 2 episódios                                                                          |
| 2011      | Psych                             | Dwayne                       | Episódio: "Last Night Gus"                                                           |
| 2011      | Death Valley                      | Segurança                    | Episódio: "Tick... Tick... BOOM!"                                                    |
| 2011      | Bored to Death                    | MC                           | Episódio: "Forget the Herring"                                                       |
| 2011      | Community                         | Cara do Glee Club            | Episódio: "Regional Holiday Music"                                                   |
| 2012      | Best Friends Forever              | Anfitrião                    | Episódio: "Fatal Blow Out"                                                           |
| 2012      | Partners                          | Randy                        | 2 episódios                                                                          |
| 2012      | NTSF:SD:SUV::                     | Don                          | Episódio: "The Return of Dragon Shumway"                                             |
| 2012      | Squad 85                          | Macey                        | 3 episódios                                                                          |
| 2013      | Go On                             | Eric                         | Episódio: "Urn-ed Run"                                                               |
| 2014      | The Hotwives of Orlando           | Antoine Donner               | 4 episódios                                                                          |
| 2014      | The McCarthys                     | Phillip                      | 2 episódios                                                                          |
| 2015–2016 | Impastor                          | Jeffrey                      | 4 episódios                                                                          |
| 2015      | Your Pretty Face Is Going to Hell | Wolfgang Ragekiss            | Episódio: "New-cronomicon"                                                           |
| 2015      | The Hotwives of Las Vegas         | Antoine Donner               | 3 episódios                                                                          |
| 2016      | Crazy Ex-Girlfriend               | Harry                        | Episódio: "That Text Was Not Meant for Josh!"                                        |
| 2016      | Sing!                             | Mark                         | Telefilme                                                                            |
| 2016–2017 | Nightcap                          | Phil Miller                  | 20 episódios                                                                         |
| 2017      | ASAP Fables                       | Lion                         | Episódio: "The Lion and His Privilege"                                               |
| 2017      | Playing House                     | Jeff                         | 3 episódios                                                                          |
| 2017      | Broad City                        | Tim                          | Episódio: "Sliding Doors"                                                            |
| 2017      | Difficult People                  | Homem do metrô               | Episódio: "Sweet Tea"                                                                |
| 2018      | West 40s                          | Ryan                         | Episódio: "Forty Candles"                                                            |
| 2018      | Human Kind Of                     | Vários                       | 10 episódios                                                                         |
| 2019      | Unbreakable Kimmy Schmidt         | Tomothy                      | 2 episódios                                                                          |
| 2020      | Little America                    | Homem com frio               | Episódio: "The Silence"                                                              |
| 2022–2024 | Somebody Somewhere                | Joel                         | 21 episódios                                                                         |
| 2022      | Evil                              | Chuck                        | Episódio: "The Demon of Parenthood"                                                  |
| 2022      | The Watcher                       | Terapeuta                    | Episódio: "Haunting"                                                                 |
| 2022      | American Horror Story: NYC        | Sr. Whitely                  | 9 episódios                                                                          |
| 2023      | FBI: Most Wanted                  | Rudolph Varitek              | Episódio: "Black Mirror"                                                             |
| 2023-2024 | American Horror Stories           | Sr. Nevins / Niles Taylor    | 2 episódios                                                                          |
| 2025      | Will Trent                        | Lance                        | Episódio: "The Most Beautiful, Fierce, Smart, Powerful Creature in the Entire World" |

### Teatro
| Ano  | Título                       | Papel                                                                          | Notas        |
| ---- | ---------------------------- | ------------------------------------------------------------------------------ | ------------ |
| 2010 | Bloody Bloody Andrew Jackson | John Quincy Adams                                                              | Off-Broadway |
| 2010 | Bloody Bloody Andrew Jackson | Sapateiro / Homem da Flórida / John Quincy Adams / Mensageiro / Guia turístico | Broadway     |
| 2011 | SILENCE! The Musical         | Pembry / Miggs / Lamb                                                          | Off-Broadway |
| 2013 | Love's Labour's Lost         | Nathaniel                                                                      | Off-Broadway |
| 2017 | A Midsummer Night's Dream    | Francis Flute                                                                  | Off-Broadway |
| 2019 | Hercules                     | Pânico                                                                         | Off-Broadway |